# Tyrinäs
Tyrinäs, by i Älvdalens kommun i norra Dalarna. Genom byn flyter Björnån. De närmaste grannbyarna är Nornäs, Lövnäs och Ärnäs.